# 纳德瓦农村居民点
纳德瓦农村居民点（俄语：Надвинское сельское поселение）是俄罗斯联邦布良斯克州克列特尼亚区所属的一个农村居民点。其下辖有18个居民点，行政中心为西尼茨科耶。据2015年统计，该农村居民点的人口为675人。